# Commersonia procumbens
Commersonia procumbens là một loài thực vật có hoa trong họ Cẩm quỳ. Loài này được (Maiden & Betche) Guymer mô tả khoa học đầu tiên năm 2006.